# Ophelia pulchella
Ophelia pulchella är en ringmaskart som beskrevs av Tebble 1953. Ophelia pulchella ingår i släktet Ophelia och familjen Opheliidae. Inga underarter finns listade i Catalogue of Life.